# Autographa sevastina
Autographa sevastina là một loài bướm đêm trong họ Noctuidae.